# Lamb
Lamb er en engelsk electronicaduo fra Manchester.

## Diskografi

### Studio Albums
| 1996 | "Lamb" - Udgivet: 1996 - Pladeselskab: Fontana Records - Formater: CD, LP - Højeste hitlisteplacering UK #109                                                            |
| 1999 | "Fear of Fours" - Udgivet: 1999 - Pladeselskab: Fontana Records / Mercury Records - Formater: CD, Double LP - Højeste hitlisteplacering UK #37                           |
| 2001 | "What Sound" - Udgivet: 2001 - Pladeselskab: Mercury Records - Formater: CD, Double LP, DI - Højeste hitlisteplacering UK #54                                            |
| 2003 | "Between Darkness and Wonder" - Udgivet: 2003 - Pladeselskab: Mercury Records - Formater: CD, LP, DI - Højeste hitlisteplacering UK #96                                  |
| 2011 | "5" - Udgivet: 2011 - Pladeselskab: Lamb / Strata Music Group - Formater: CD, Double LP, DI                                                                              |
| 2014 | "Lamb" - (The 2014 Edition) - Udgivet: 10 March 2014 - Pladeselskab: Music On Vinyl - Formater: Double LP                                                                |
| 2014 | "Backspace Unwind" - Udgivet: 13 Oct 2014 - Pladeselskab: Strata/Butler Records - Formater: CD, Limited-edition double CD, Vinyl, DI - Højeste hitlisteplacering UK #112 |

### Opsamlingsalbums
- 2004 Best Kept Secrets: The Best of Lamb 1996-2004 (Universal Records)
  - UK #111[kilde mangler]; BEL #24[1]
- 2005 Lamb Remixed (Mercury/Universal Records)

### Livealbums
- 2011 Live at Koko Strata Music

### Singler

#### fraLamb
- 1996 "Cotton Wool"
  - UK #76[2]
- 1996 "Gold"
  - UK #132
- 1996 "God Bless"
  - UK #92
- 1997 "Górecki"
  - UK #30[3]

#### fraFear of Fours
- 1999 "B Line"
  - UK #52[3]
- 1999 "All in Your Hands"
  - UK #71[3]
- 1999 "Softly"

#### fraWhat Sound
- 2001 "Gabriel"
  - PT #1[4]
- 2002 "Sweet"

#### fraBetween Darkness and Wonder
- 2004 "Wonder"
  - UK #81

#### fra5
- 2011 "Build a Fire"
- 2012 "Butterfly Effect"

#### fraBackspace Unwind
- 2014 "We Fall in Love"

### DVDer
- 2004 The Fall & Rise of the Fools Ark (with Dadara and Jesse)
- 2011 "Live at the Paradiso" (recorded 2004) Strata Music